# Holendrechterpolder
De Holendrechterpolder is een polder en voormalig waterschap in de Nederlandse provincie Utrecht ten zuiden van het riviertje de Holendrecht. In het westen grenst het poldergebied aan de Waver en in het zuiden aan de Winkel. Ten oosten ligt de Waardassackerpolder.
Het waterschap ging in 1919 op in de Ring der Waardassacker en Holendrechter waterschappen of Waardassacker en Holendrecht, en in 1976 in De Proosdijlanden.